# Octomeria cucullata
Octomeria cucullata é uma pequena espécie de orquídea (Orchidaceae) originária do Brasil.